# Sigmoskopija
Sigmoskopija ili rektosigmoidoskopija  je minimalno invazivna dijagnostička metoda kojom se uz pomoć fleksibilnog ili krutog instrumenta obavlja vizuelni pregled završnog dela debelog creva (lat. intestinum crassum) — od anusa, preko rektuma sve do početka sigmoidnog creva (lat. colon sigmoideum).
Pregled se obavlja sigmoidoskopom, krutim ili savitljivim optičkim instrumentom dužine oko 50 cm, koji na vrhu emituje hladno svetlo i omogućava vizuelni prikaz svih anatomskih struktura silaznog dela debelog creva, ali i patološke promene u samom crevu, poput tumora, krvarenja, divertikuluma. Ovaj instrument je debljine prsta i sadrži sočivo, kameru i izvor svetla pomoću kojih ispitivač posmatra sliku na monitoru. Da bi se obavio pregled, creva moraju biti u potpunosti ispražnjena, što zahteva od pacijenta odgovarajuću pripremi pre odlaska na pregled. Ukoliko lekar kostatuje patološke romene koje zahtevaju dodatno ispitivanje, kroz sigmoidoskop on može specijalnim instrumentom uzeti deo tkiva za biopsiju.

## Razlika između sigmoidoskopija i kolonoskopija
Iako je sigmoidoskopija po načini izvođenja slična kolonoskopiji (koja ispituje celukupnu strukturu debelog creva), od nje se razlikuje po tome što se sigmoidoskopijom ispituje samo deo debelo creva odnosno njegov završni, najudaljenijiji ili silazni deo, od leve bedrene jame, do 3. sakralnog kičmenog pršljena gde se sigmoidni kolon nastavlja u čmarno crevo.

## Relativna anatomija
Debelo crevo (lat. intestinum crassum) je završni deo digestivnog trakta koji se nastavlja na tanko crevo. Dužine je oko 2 metra i ima promenljiv dijametar (na početku 8-10 cm, a u nishodnom delu 3-4 cm). Debelo crevo počinje u desnoj bedrenoj jami i pruža se od tzv. ileocekalnog otvora do čmarnog otvora ili anusa.
Od desne bedrene jame, u kojoj je smešteno slepo crevo, debelo crevo se pruža naviše ushodnm delom (lat. colon ascendens). Na donjoj strani jetre crevo skreće ulevo i do levog hipohondrijačnog predela se pruža njegov poprečni deo (lat. colon transversum). Odatle se spušta nishodni deo debelog creva (lat. colon descendens) sve do leve bedrene jame. Od njega polazi sigmoidni deo (lat. colon sigmoideum) koji se u predelu 3. sakralnog kičmenog pršljena nastavlja u čmarno crevo.

## Indikacije
Sigmoskopija se izvodi u slučajevima:
- krvarenja iz debelog creva, odnosno pojavom krvi ili sluzi u stolici,[13][14]
- bola u predelu čmara ili debelog creva,[15]
- čestih izostanaka stolice koji mogu trajati po nekoliko dana,[16]
- pojave proliva sa primesama sluzi.
- skrining kolorektalnog raka.[17][18][19][20]

## Vrste pregleda
Postoje dva tipa sigmoidoskopije: fleksibilna ili fiber sigmoidoskopija i rigidna sigmoidoskopija.

### Fleksibilna ili fiber sigmoidoskopija
Ova vrsta sigmoidoskopija koristi fleksibilan endoskop i dans je generalno poželjnija procedura.

### Rigidna sigmoidoskopija
Rigidna sigmoidoskopija kao što joj i sam naziv kaže koristi kruti uređaj.

## Priprema za pregled
Dva dana pre pregleda pacijent mora biti na lagnoj dijeti, a dan uoči pregleda za doručak i ručak konzumira tečnu i kašastu hranu, a pre spavanja ne večera.
U okviru pripreme od ukupno 6 čepića (Panlax-a ili Glicerola, Dulcolax-a) koaj dobija u okviru pripreme za pregled, dan uoči pregleda stavlja 2 čepića duboko u čmar u 18 h, a pola sata nakon toga se isprazni. Sve to ponavlja u 22 h.
Na dan pregleda u 10 h stavlja dva čepića i ne konzumira hranu i piće.

## Komplikacije
Iako se generalno smatra sasvim sigurnom metodom, sigmoidoskopija nosi veoma retku mogućnost:
- Preforacije crevnog zida instrumentom — što može zahtevati hitnu operaciju;[2]
- Krvarenja — na mestu uklanjanja polipa, koje je otporno na kauterizaciju instrumentom. ovo krvarenje mora biti zaustavljeno hitnom hirurškom intervencijom.

Prilikom pregleda, može se osetiti manja neprijatnost, nadutost (zbog uduvavanja vazduha u debelo crevo) ili bol u području debelog creva ili u trbuhu.

## Spoljašnje veze
|  | Molimo Vas, obratite pažnju na važno upozorenje u vezi sa temama iz oblasti medicine (zdravlja). |